# 布永 (滨海阿尔卑斯省)
布永（法語：Bouyon，法語發音：[bujɔ̃]）是法国滨海阿尔卑斯省的一个市镇，位于该省中部偏南，属于格拉斯区。

## 地理
布永（43°49'28"N, 7°7'23"E）面积12.29 平方千米，位于法国普罗旺斯-阿尔卑斯-蓝色海岸大区滨海阿尔卑斯省，该省份为法国东南部沿海省份，南濒地中海，西南至瓦尔省，西北接上普罗旺斯阿尔卑斯省，北部和东部与意大利接壤。
与布永接壤的市镇（或旧市镇、城区）包括：贝佐丹莱萨尔普、勒布罗克、莱费尔、日莱特。

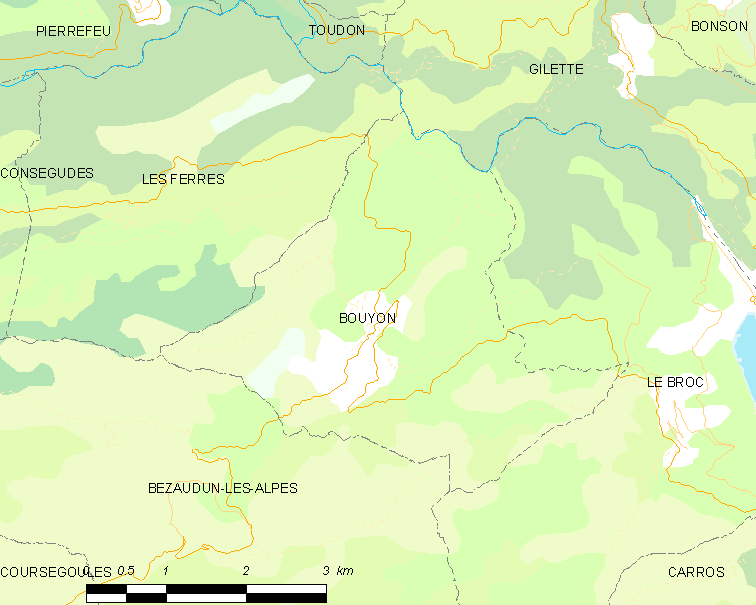
的OSM定位图

布永的时区为UTC+01:00、UTC+02:00（夏令时）。

## 行政
布永的邮政编码为06510，INSEE市镇编码为06022。

## 政治
布永所属的省级选区为旺斯县。

## 人口

1962-2008年间人口变化图示

布永于2022年1月1日时的人口数量为550人。